# Return to Mysterious Island
Return to Mysterious Island is een Point-and-click adventure videospel voor de pc, gebaseerd op Jules Vernes roman Het geheimzinnige eiland. The Adventure Company bracht het spel in 2004 uit.

## Verhaal
Mina, een jonge vrouw, zeilt alleen de wereld rond. Ze wordt verrast door een storm en belandt op het onbewoonde eiland waar Verne’s roman zich afspeelt. Terwijl ze probeert te overleven op het eiland, ontdekt ze achtergelaten apparatuur en voorwerpen van mensen die voor haar het eiland bezochten.

## Gameplay
De speler neemt de rol aan van Mina en moet haar helpen te overleven. Al snel wordt duidelijk dat iemand haar in de gaten houdt en probeert bij te staan. Dit blijkt de rusteloze geest van kapitein Nemo, wiens lichaam in een grot op het eiland ligt. Mina moet zijn lichaam opsporen door puzzels op te lossen en hem een fatsoenlijke begrafenis geven. Daarna moet ze de Nautilus opsporen om hiermee het eiland te verlaten.

## Platforms
| Jaar | Platform       |
| ---- | -------------- |
| 2004 | Windows        |
| 2005 | Windows Mobile |
| 2007 | Symbian        |
| 2009 | OS X, iPhone   |
| 2010 | iPad           |

## Ontvangst
| Beoordeeld door                       | Platform | Datum            | Score |
| ------------------------------------- | -------- | ---------------- | ----- |
| GameBoomers                           | Windows  | 14 november 2004 | 91%   |
| UHS (Universal Hint System)           | Windows  | 5 december 2004  | 90%   |
| FileFactory Games / Gameworld Network | Windows  | 29 november 2004 | 90%   |
| Gameinatrix                           | Windows  | 5 januari 2005   | 83%   |
| GameSpy                               | Windows  | 19 november 2004 | 80%   |
| PC Gameplay (Benelux)                 | Windows  | januari 2005     | 79%   |
| Adventure Corner                      | Windows  | 20 januari 2005  | 75%   |
| HonestGamers                          | Windows  | 3 juli 2007      | 70%   |
| Aventura y Cía                        | Windows  | 15 april 2005    | 70%   |
| Gamekult                              | Windows  | 22 december 2004 | 60%   |